# Daren Sammy Cricket Ground
El Daren Sammy Cricket Ground es un estadio deportivo utilizado principalmente para el Críquet ubicado en el distrito de Gros Islet en Santa Lucía.

## Historia
Fue inaugurado en 2002 con el nombre Beausejour Stadium por las montañas que están cerca del estadio, con capacidad para 12000 espectadores para ser utilizado como una de las sedes del equipo de Críquet de las Islas de Barlovento, siendo la primera sede de críquet del Caribe con sistema de iluminación artificial.
Fue utilizado como sede de la Copa Mundial de Críquet de 2007 en la que se disputaron seis partidos de la fase de grupos y uno de semifinales, además de también ser sede de la Copa Mundial de Críquet Twenty20 de 2010 en la que se jugaron 10 partidos, incluyendo las dos semifinales. También fue sede de dos partidos de la selección nacional de fútbol durante la Clasificación para la Copa Mundial de Fútbol de 2014.
El 21 de julio de 2016 cambío su nombre por el de Daren Sammy Cricket Ground en homenaje a Daren Sammy, quien llevó a la selección de Indias Occidentales al título de las ediciones de la Copa Mundial de Críquet Twenty20 de 2012 en Sri Lanka y 2016 en India, además de que la capacidad máxima del estadio aumentó a 15000.

## Galería

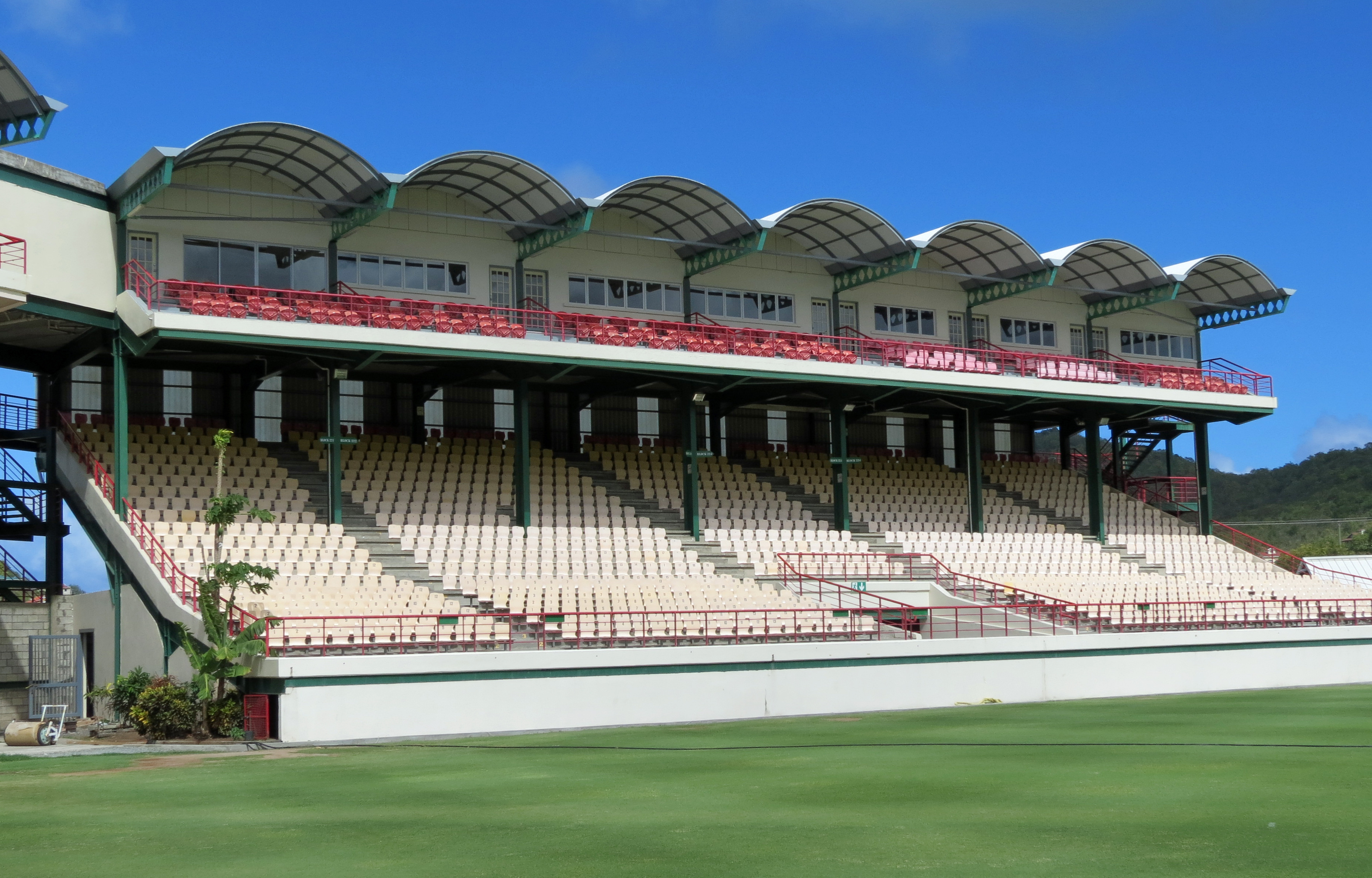
Entrada principal.
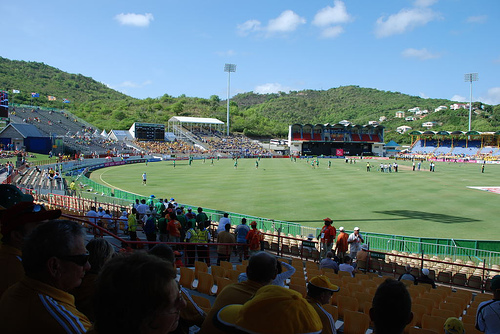
Vista lateral del estadio.